# スティヒティング・インカ・ファウンデーション
財団法人スティヒティング・インカ・ファウンデーション (Stichting INGKA Foundation) は、イケアグループの親会社「インカ・ホールディング」を所有している財団法人。イングヴァル・カンプラードが創設した。オランダのライデンに本拠地を置く。総資産は360億USドル以上と推測されている。

## 慈善活動
慈善基金団体として、「建築とインテリアデザイン分野におけるイノベーション」という目標を掲げている。ただし、どのように資金が使われたかどうかに対する説明はされていない。イケアの報告によれば、近年の寄付は2004年から2005年にかけてのルンド工科大学に対してのみ行われたと説明している。財団の複雑な財務体系や情報の非公開、税金が大幅に回避されるオランダの免税非営利法人の形態を財団が利用していることなどから、税金逃れのためだけに作られた財団ではないかとの批判もある。なお、こうした手段はフィリップス、ハイネケンなどヨーロッパの同族経営企業を中心に、創業家の乗っ取り防止などのために多数利用されている。